# JGサミット・ホールディングス
JGサミット・ホールディングス(JG Summit Holdings, Inc)はフィリピン最大級のコングロマリットの一つ。フィリピン総合指数構成銘柄。航空交通、銀行、食品製造、ホテル、石油化学、発電、出版、不動産、不動産開発、電気通信などさまざまな業種に展開している。

## 概要
JGサミットが保有する主な企業には、ユニバーサル・ロビーナやセブパシフィック航空などがある。会長は東南アジアでも有数の富豪で、フィリピン華人のジョン・ゴコンウェイである。
売上高の約半数は食品・農業関連、25％が航空、10％が不動産、12％が石油化学でポリエチレン・ポリプロピレンなどの製造の事業を手がけ、市場ではフィリピン国内が約70％、ASEAN圏内が20％。
2010年度のフィリピン証券取引所上場企業で、最も収益性が高い上位10社の1社であった。

## 子会社
- ユニバーサル・ロビーナ (Universal Robina)
- ロビンソンズ・ランド (Robinsons Land、ロビンソンズ・モール（英語版）など)
- セブパシフィック航空
- ユナイテッド・インダストリアル (United Industrial Corporation Limited) (シンガポールに拠点を置く)
- ロビンソンズ・リテール・ホールディングス (Robinsons Retail Holdings)
- ロビンソンズ銀行 (Robinsons Bank)
- JG・サミット石油化学 (JG Summit Petrochemical Corporation)
- フィリピン長距離電話 (PLDT、少数株式)
- メラルコ (27.1% Stake)
- i-Techグローバル・ビジネス・ソリューション (i-Tech Global Business Solutions, Inc.)

## 協力企業
- サミット・メディア（英語版）
- ジョブストリート

## かつての保有企業
- フィリピン商業国際銀行 (Philippine Commercial International Bank) - ベンプレスとロペスグループ（英語版）との合弁企業。両社は1999年に公務員保険機構(GSIS)と社会保障機構(SSS)に株式を売却し、エクイタブル銀行の設置に繋がった。エクイタブル銀行はPCIと合併後最終的にバンコ・デ・オロ・ユニバーサルバンクと合併、現在はBDOユニバンク（英語版）となっている

- Far East Bank and Trust Company - GSISとSSSにPCI（英語版）が買収された際、銀行再編としてバンク・オブ・ザ・フィリピン・アイランズ（英語版）に売却された。

- デジタル・テレコミュニケーションズ・フィリピン（英語版） - 2011年3月、フィリピン長距離電話(PLDT)に譲渡した。交渉の結果、JGサミットはPLDTの12%の株式を保有している。これは2011年10月26日に国家電気通信委員会（英語版）によって承認された。